# Gran Premi (Festival de Canes)
El Gran Premi (Grand Prix) és un premi del Festival de Cinema de Canes atorgat pel jurat del festival a un dels llargmetratges que competeixen. És el segon premi més prestigiós del festival després de la Palma d'Or.

## Nom
Des de 1995, el nom oficial del premi ha estat simplement Gran Premi (Gran Prix), però ha tingut altres dos noms des de la seva creació el 1967: Gran Premi Especial del jurat -Grand Prix Spécial du Jury- (1967-1988), i Gran Premi del Jurat -Grand Prix du Jury- (1989-1994).
A més a més, no s'ha de confondre amb el Gran Premi del Festival Internacional dthee Cinema (Grand Prix du Festival International du Film), que és el nom anterior de la Palma d'Or, el premi més important del Festival de Cinema de Canes

## Gran Premi Especial del Jurat
| Any             | Pel·lícula                                                                                   | Director                                                                                     | País del Director                                                                            |
| --------------- | -------------------------------------------------------------------------------------------- | -------------------------------------------------------------------------------------------- | -------------------------------------------------------------------------------------------- |
| 1967            | Accident                                                                                     | Joseph Losey                                                                                 | Estats Units                                                                                 |
| 1967            | Skupljači perja                                                                              | Aleksandar Petrović                                                                          | Iugoslàvia                                                                                   |
| 1968            | Festival interromput. Els premis no es van atorgar degut als fets del maig del 1968 a França | Festival interromput. Els premis no es van atorgar degut als fets del maig del 1968 a França | Festival interromput. Els premis no es van atorgar degut als fets del maig del 1968 a França |
| 1969            | Ådalen 31                                                                                    | Bo Widerberg                                                                                 | Suècia                                                                                       |
| Dècada del 1970 |                                                                                              |                                                                                              |                                                                                              |
| 1970            | Indagine su un cittadino al di sopra di ogni sospetto                                        | Elio Petri                                                                                   | Itàlia                                                                                       |
| 1971            | Johnny va agafar el fusell (Johnny Got His Gun)                                              | Dalton Trumbo                                                                                | Estats Units                                                                                 |
| 1971            | Vull volar (Taking OfF)                                                                      | Miloš Forman                                                                                 | Txèquia                                                                                      |
| 1972            | Solaris                                                                                      | Andrei Tarkovski                                                                             | Unió Soviètica                                                                               |
| 1973            | La maman et la putain                                                                        | Jean Eustache                                                                                | França                                                                                       |
| 1974            | Les mil i una nits (Il fiore delle Mille e una notte)                                        | Pier Paolo Pasolini                                                                          | Itàlia                                                                                       |
| 1975            | L'enigma de Gaspar Hauser                                                                    | Werner Herzog                                                                                | Alemanya                                                                                     |
| 1976            | Cría Cuervos                                                                                 | Carlos Saura                                                                                 | Espanya                                                                                      |
| 1976            | La Marquise d'O...                                                                           | Éric Rohmer                                                                                  | França                                                                                       |
| 1977            | Aquest any no es van atorgar els premis                                                      | Aquest any no es van atorgar els premis                                                      | Aquest any no es van atorgar els premis                                                      |
| 1978            | El crit (The Shout)                                                                          | Jerzy Skolimowski                                                                            | Polònia                                                                                      |
| 1978            | Adéu al mascle (Ciao maschio)                                                                | Marco Ferreri                                                                                | Itàlia                                                                                       |
| 1979            | Siberiade                                                                                    | Andrei Mikhalkov-Kontxalovski                                                                | Unió Soviètica                                                                               |
| Dècada del 1980 |                                                                                              |                                                                                              |                                                                                              |
| 1980            | El meu oncle d'Amèrica                                                                       | Alain Resnais                                                                                | França                                                                                       |
| 1981            | Els anys llum (Les Années lumière)                                                           | Alain Tanner                                                                                 | Civil Ensign of Switzerland.svg                                                              |
| 1982            | La Notte di San Lorenzo                                                                      | Paolo i Vittorio Taviani                                                                     | Itàlia                                                                                       |
| 1983            | Monty Python's The Meaning of Life                                                           | Terry Jones                                                                                  | Regne Unit                                                                                   |
| 1984            | Napló gyermekeimnek                                                                          | Márta Mészáros                                                                               | Hongria                                                                                      |
| 1985            | Birdy                                                                                        | Alan Parker                                                                                  | Regne Unit                                                                                   |
| 1986            | Offret                                                                                       | Andrei Tarkovsky                                                                             | Unió Soviètica                                                                               |
| 1987            | Monanieba                                                                                    | Tengiz Abuladze                                                                              | Unió Soviètica                                                                               |
| 1988            | A World Apart                                                                                | Chris Menges                                                                                 | Regne Unit                                                                                   |

## Gran Premi del Jurat
| Any  | Pel·lícula                              | Director           | País del Director |
| ---- | --------------------------------------- | ------------------ | ----------------- |
| 1989 | Cinema Paradiso (Nuovo Cinema Paradiso) | Giuseppe Tornatore | Itàlia            |
| 1989 | Trop belle pour toi                     | Bertrand Blier     | França            |
| 1990 | Tilaï                                   | Idrissa Ouedraogo  | Burkina Faso      |
| 1990 | Shi no Toge                             | Kôhei Oguri        | Japó              |
| 1991 | La Belle Noiseuse                       | Jacques Rivette    | França            |
| 1992 | Nens robats (Il Ladro di bambini)       | Gianni Amelio      | Itàlia            |
| 1993 | In weiter Ferne, so nah!                | Wim Wenders        | Alemanya          |
| 1994 | huó zhe                                 | Zhang Yimou        | R.P. de la Xina   |
| 1994 | Utomlionnie solntsem (Soleil trompeur)  | Nikita Mikhalkov   | Rússia            |

## Gran Premi
| Any             | Pel·lícula                                                                         | Director                                                                           | País del Director                                                                  |
| --------------- | ---------------------------------------------------------------------------------- | ---------------------------------------------------------------------------------- | ---------------------------------------------------------------------------------- |
| 1995            | To Vlemma tu Odissea                                                               | Theo Angelópulos                                                                   | Grècia                                                                             |
| 1996            | Breaking the Waves                                                                 | Lars von Trier                                                                     | Dinamarca                                                                          |
| 1997            | The Sweet Hereafter                                                                | Atom Egoyan                                                                        | Canadà                                                                             |
| 1998            | La vita è bella                                                                    | Roberto Benigni                                                                    | Itàlia                                                                             |
| 1999            | Humanité                                                                           | Bruno Dumont                                                                       | França                                                                             |
| Dècada del 2000 |                                                                                    |                                                                                    |                                                                                    |
| 2000            | Devils on the Doorstep                                                             | Jiang Wen                                                                          | R.P. de la Xina                                                                    |
| 2001            | La Pianiste                                                                        | Michael Haneke                                                                     | Àustria                                                                            |
| 2002            | Mies vailla menneisyyttä                                                           | Aki Kaurismäki                                                                     | Finlàndia                                                                          |
| 2003            | Uzak                                                                               | Nuri Bilge Ceylan                                                                  | Turquia                                                                            |
| 2004            | Oldboy                                                                             | Park Chan-wook                                                                     | Corea del Sud                                                                      |
| 2005            | Broken Flowers                                                                     | Jim Jarmusch                                                                       | Estats Units                                                                       |
| 2006            | Flanders                                                                           | Bruno Dumont                                                                       | França                                                                             |
| 2007            | Mogari no Mori                                                                     | Naomi Kawase                                                                       | Japó                                                                               |
| 2008            | Gomorra                                                                            | Matteo Garrone                                                                     | Itàlia                                                                             |
| 2009            | Un prophète                                                                        | Jacques Audiard                                                                    | França                                                                             |
| Dècada del 2010 |                                                                                    |                                                                                    |                                                                                    |
| 2010            | De déus i homes                                                                    | Xavier Beauvois                                                                    | França                                                                             |
| 2011            | Bir Zamanlar Anadolu'da                                                            | Nuri Bilge Ceylan                                                                  | Turquia                                                                            |
| 2011            | El nen de la bicicleta                                                             | Jean-Pierre i Luc Dardenne                                                         | Bèlgica                                                                            |
| 2012            | Reality                                                                            | Matteo Garrone                                                                     | Itàlia                                                                             |
| 2013            | Inside Llewyn Davis                                                                | Joel Coen i Ethan Coen                                                             | Estats Units                                                                       |
| 2014            | Le meraviglie                                                                      | Alice Rohrwacher                                                                   | Itàlia                                                                             |
| 2015            | Saul fia                                                                           | László Nemes                                                                       | Hongria                                                                            |
| 2016            | Juste la fin du monde                                                              | Xavier Dolan                                                                       | Canadà                                                                             |
| 2017            | 120 battements par minute                                                          | Robin Campillo                                                                     | França                                                                             |
| 2018            | BlacKkKlansman                                                                     | Spike Lee                                                                          | Estats Units                                                                       |
| 2019            | Atlantique                                                                         | Mati Diop                                                                          | França, Senegal                                                                    |
| Dècada del 2020 |                                                                                    |                                                                                    |                                                                                    |
| 2020            | Festival no celebrat. Els pemis no foren entregats degut a la pandèmia de COVID-19 | Festival no celebrat. Els pemis no foren entregats degut a la pandèmia de COVID-19 | Festival no celebrat. Els pemis no foren entregats degut a la pandèmia de COVID-19 |
| 2021            | Hytti nro 6                                                                        | Juho Kuosmanen                                                                     | Finlàndia, Alemanya, Estònia, Rússia                                               |
| 2021            | Un heroi                                                                           | Un heroi                                                                           | Iran, França                                                                       |
| 2022            | Close                                                                              | Lukas Dhont                                                                        | Bèlgica, Països Baixos, França                                                     |
| 2022            | Stars at Noon                                                                      | Claire Denis                                                                       | França, Panamà, Estats Units                                                       |
| 2023            | La zona d'interès                                                                  | Jonathan Glaze                                                                     | Regne Unit                                                                         |
| 2024            | All We Imagine as Light                                                            | Payal Kapadia                                                                      | Índia                                                                              |